# Letale Konzentration
Als letale Konzentration (engl. lethal concentration, abgekürzt als LC, häufig mit einem Zahlenzusatz, beispielsweise LC50) wird die in der Umgebung (Wasser, Erdreich oder Atemluft) befindliche und wirksame Konzentration einer chemischen Substanz bezeichnet, die innerhalb eines definierten Zeitraums für einen definierten Prozentsatz einer bestimmten Art von Lebewesen tödlich ist.
Zur Beschreibung des Gefahrenpotentials einer Substanz wird häufig die mittlere letale Konzentration, der LC50-Wert, angegeben.

## Bestimmung
Zur Bestimmung der akuten inhalativen Toxizität wird als Versuchstier bevorzugt die Ratte gewählt. Die Aufnahme der zu prüfenden Substanz erfolgt dabei über die Atemwege. In der Regel wird eine Versuchsdauer von 24  Stunden nicht überschritten.
Im Bereich der aquatischen Toxikologie wird die akute letale Toxizität meist an Zebrabärblingen („Fischtest“) bestimmt, in der Regel beträgt dort die Wirkdauer 96  Stunden.
Für terrestrische Toxizitätsbestimmungen wird der LC50-Wert an Regenwürmern ermittelt.
Die Einheit der LC-Werte variiert abhängig vom Medium von mg·l−1 (für Lösungen in Wasser) bis mg·m−3 (Substanzen in Boden oder Gase in Luft).

## Kampfstoffe
Für gasförmige Kampfstoffe ist die Angabe des sogenannten „Haberschen Tödlichkeitsprodukts“ LCt50 üblich (entspricht der Haberschen Regel). Hierbei handelt es sich um die Kampfstoffkonzentration in Milligramm pro Kubikmeter Luft multipliziert mit der Expositionszeit in Minuten (Einheit: mg·m−3⋅min). Der LCt50-Wert beschreibt die eingeatmete Kampfstoffdosis, die bei der Hälfte der exponierten Personen zum Tode führt.